# 横车站
横车站位于湖北省黄冈市蕲春县横车镇，是京九铁路的一座火车站，等级为五等站，距北京西站1205公里，距常平站1110公里，本站及相邻上下行区间均为电气化区段。车站建于1996年，现只办理货运，不办理客运业务。